# オープン・シーズン
『オープン・シーズン』（原題：Open Season）は、ソニー・ピクチャーズ・イメージワークスによる、長編アニメーション映画作品。同社のフルCGアニメーション第1弾。
この映画の日本語吹替え版では、ハリウッドから直々に声優の指名があり、石塚英彦・八嶋智人・木村佳乃が選ばれた。また、声の出演にPUFFYも参加し、CHEMISTRYも出演のみならず楽曲を提供している。
IMAX 3D版も制作され、日本でもメルシャン品川IMAXシアターで公開された。

## あらすじ
山あいの町ティンバーラインで暮らしているパークレンジャーのベスと熊のブーグ。動物ショーに出演しながらベスと一緒に過ごしているため、熊でありながらペット同然だった。しかし、ハンターの車に縛り付けられていた鹿のエリオットを気まぐれで助けたことから、エリオットに付きまとわれるようになる。さらに動物ショーでエリオットが逃げ込んできたためトラブルとなり、ブーグはエリオットと共にオープン・シーズン（狩猟解禁期間）が迫る森に送り返される。何とか町に戻ろうとブーグは悪戦苦闘する。

## 登場人物
ブーグ
声 - マーティン・ローレンス / 石塚英彦（ホンジャマカ）（予告編では江原正士）
この物語の主人公。子熊の頃ベスに助けられ、ずっと彼女に育てられてきた。動物ショーでは一輪車を器用に乗りこなす。しかし、エリオットを助けたことから彼に付きまとわれ、森に送り返されてしまう。ベスからもらったオルゴール内蔵の熊ぬいぐるみ型リュック・ディングルマンを手放さない甘えん坊。
エリオット
声 - アシュトン・カッチャー / 八嶋智人（予告編では高木渉）
動物を蔑んでいるハンター・ショーの車のボンネットに縛られていた鹿。ブーグに助けられたことから、彼をパートナーにしようと、早口をまくし立てて付きまとう。車にはねられたときに左の角が折れてしまった。もともと群れの中にいたが、「ボスの彼女と話をしていた」という理由で追放された。早口は寂しさを隠すためのもの。
ショー
声 - ゲイリー・シニーズ / 内田直哉
「自然の秩序を守っているんだ」と公言して憚らない、動物を見下しているハンター。彼は「動物が人間の世界を征服しようとしている」と、信じ込んでいる。実際、道の脇を歩いていたエリオットを、わざと車をぶつけてはねたほどである。山の中にある彼の小屋には、たくさんの剥製や毛皮が飾られている。
ベス
声 - デブラ・メッシング / 木村佳乃
ブーグを助けて育ててきたパークレンジャー。彼女はわが子のようにブーグを愛していて、それゆえ自然にブーグを帰す踏ん切りがつかずに悩んでいる。ハンターのショーとは犬猿の仲。
マックス
声 - ビリー・コノリー / 富田耕生
リスのリーダーで、縄張り意識と正義感にあふれている。縄張りに入る者は、一族総出で松ぽっくりを投げつけて追い払う。
ボビー
声 - ジョージア・エンゲル / 安達忍
ライリー
声 - ジョン・ファブロー / 北川勝博
ビーバーのリーダー。ダムを作る腕は確かだが、職人気質で気難しい。しかしブーグにダムを壊され、動物みんなが狩猟許可区域に流されてしまう。
ジゼル
声 - ジェーン・クラコウスキー / 園崎未恵
イアンの彼女。エリオットがあこがれている相手で、追放された彼を心配していた。
ゴーディ
声 - ゴードン・トゥトゥティス / 佐々木梅治
イアン
声 - パトリック・ウォーバートン / 楠大典
エリオットがいた鹿の群れのボス。自分の思い通りにならなければ気がすまないタイプで、エリオットの追放も彼の一言によるもの。
ロージー
声 - ニカ・ファッターマン / PUFFY
マリア
声 - ミシェル・マードッカ / PUFFY
ポーキー
声 - マット・テイラー / 三ツ矢雄二